# Мадам Икс (фильм, 2021)
«Мадам Икс» (англ. Madame X) — концертный фильм американской певицы Мадонны, основанный на её туре Madame X Tour. Сценаристом и продюсером выступила сама Мадонна, а режиссёрами — Рикардо Гомес и команда SKNX (Саша Касюга и Нуно Ксико). Фильм был снят в 2020 году, когда певица проводила свои концерты в Лиссабоне, Португалия.
Официальная премьера фильма состоялась 23 сентября 2021 года в клубе Paradise на крыше отеля Times Square Edition в Нью-Йорке. Для широкой аудитории фильм выпущен 8 октября 2021 года на платформе Paramount+, а также на телеканале MTV в регионах, где Paramount+ недоступен. Сопровождающий концертный альбом был выпущен в тот же день.

## Производство
Мадонна выпустила свой четырнадцатый студийный альбом Madame X 14 июня 2019 года, когда жила в Лиссабоне, Португалия. Вдохновением к написанию альбома послужили её встречи с местными музыкантами, исполняющими фаду, морну и самбу. Позже певица пригласила этих музыкантов для исполнения во время своего театрального тура Madame X Tour. Тур проходил в десяти городах Северной Америки и Европы с 17 сентября 2019 года по 8 марта 2020 года и принес более 51,4 миллиона долларов.
На 12 января 2020 представители лиссабонской компании Krypton International, через свой официальный Instagram-аккаунт, поделились, что они будут проводить видеосъёмку этого концерта. В феврале 2021 года, после нескольких месяцев монтажа, Мадонна досняла некоторые сцены для фильма. 14 апреля 2021 года она опубликовала в своем официальном аккаунте в Facebook, что в театре на 500 мест состоялся закрытый показ фильма «Мадам Икс».

## Релиз и продвижение
Фильм был показан на трех эксклюзивных показах: 8 октября в «Гран-Рекс» в Париже, 9 октября в NiteOwl Drive-In в Майами и 10 октября в Китайском театре TCL в Лос-Анджелесе. 8 октября Мадонна появилась на шоу Джимми Фэллона, где также представила новый фильм. Позже она неожиданно дала концерт в Гарлеме, исполнив «Dark Ballet», «Crazy», «Sodade» и «La Isla Bonita» в «Красном петухе», а позже пошла по улице, распевая «Like a Prayer» перед собором епископальная церковью Андрея Первозванного.

## Сет-лист фильма
1. «Madame X Manifesto» (видео-интерлюдия)
2. «God Control»
3. «Vatican’s speech» (видео-интерлюдия)
4. «Dark Ballet»
5. «Human Nature / Express Yourself»
6. «Vogue»
7. «I Don’t Search I Find / Polaroid moment»
8. «American Life»
9. «The Coffin» (видео-интерлюдия)
10. «Batuka»
11. «Fado Pechincha» (совместно с Гаспаром Валерой)
12. «Killers Who Are Partying»
13. «Crazy»
14. «Welcome to My Fado Club / La Isla Bonita»
15. «Medellín / Beer Bitch segment»
16. «Extreme Occident»
17. «Breathwork» (танцевальная интерлюдия) (содержатся элементы из «Rescue Me»)
18. «Frozen»
19. «Come Alive»
20. «Future»
21. «Like a Prayer»
22. «I Rise»
23. «Ciao Bella» (титры)

## Саундтрек
Madame X: Music from the Theater Xperience — шестой концертный альбом американской певицы Мадонны, выпущенный 8 октября 2021 года на лейбле Warner Records. Запись стала первым релизом певицы на Warner со времён альбом Sticky & Sweet Tour (2010).

### Список композиций
| №                   | Название                              | Автор(ы) | Длительность |
| ------------------- | ------------------------------------- | --- | ------------ |
| 1.                  | «Intro»                               | Мадонна, Дейв Холл, Шон Маккензи, Кевин Маскензи, Майкл Диринг, Мирвэ Ахмадзай, Джейсон Эвиган, Бриттани Хаззард | 1:38         |
| 2.                  | «God Control»                         | Мадонна, Мирвэ Ахмадзай, Цейзи Сунер                                                                             | 5:59         |
| 3.                  | «Dark Ballet»                         | Мадонна, Мирвэ Ахмадзай                                                                                          | 4:33         |
| 4.                  | «Human Nature»                        | Мадонна, Дейв Холл, Шон Маккензи, Кевин Маскензи, Майкл Диринг                                                   | 7:03         |
| 5.                  | «Vogue»                               | Мадонна, Шеп Петтибон                                                                                            | 4:11         |
| 6.                  | «I Don’t Search I Find»               | Мадонна, Мирвэ Ахмадзай                                                                                          | 4:45         |
| 7.                  | «American Life»                       | Мадонна, Мирвэ Ахмадзай                                                                                          | 4:18         |
| 8.                  | «Batuka»                              | Мадонна, Мирвэ Ахмадзай, Дэвид Банда                                                                             | 6:17         |
| 9.                  | «Fado Pechincha» (with Gaspar Varela) | Жуан Линьярес Барбоса, Д. Жуан Барнабе де Норонья                                                                | 1:41         |
| 10.                 | «Killers Who Are Partying»            | Мадонна, Мирвэ Ахмадзай                                                                                          | 4:34         |
| 11.                 | «Crazy»                               | Мадонна, Джейсон Эвиган, Бриттани Хаззард, Майк Дин                                                              | 4:48         |
| 12.                 | «Welcome to My Fado Club»             | Мадонна, Патрик Леонард, Брюс Гайтч                                                                              | 1:52         |
| 13.                 | «Medellín»                            | Мадонна, Мирвэ Ахмадзай, Хуан Луис Лондоньо Ариас, Эдгар Баррера                                                 | 6:32         |
| 14.                 | «Extreme Occident»                    | Мадонна, Мирвэ Ахмадзай                                                                                          | 3:45         |
| 15.                 | «Breathwork»                          | Мадонна, Шеп Петтибон                                                                                            | 3:21         |
| 16.                 | «Frozen»                              | Мадонна, Патрик Леонард                                                                                          | 6:17         |
| 17.                 | «Come Alive»                          | Мадонна, Джефф Баскер, Бриттани Хаззард, Майк Дин                                                                | 5:34         |
| 18.                 | «Future»                              | Мадонна, Томас Пенц, Бриттани Хаззард, Клеман Пикард, Максин Пикард, Куэйвиус Маршалл                            | 4:00         |
| 19.                 | «Like a Prayer»                       | Мадонна, Патрик Леонард                                                                                          | 5:09         |
| 20.                 | «I Rise»                              | Мадонна, Джейсон Эвиган, Бриттани Хаззард                                                                        | 6:19         |
| Общая длительность: | Общая длительность:                   | Общая длительность:                                                                                              | 92:37        |

### Чарты
| Чарт (2021)                              | Высшая позиция |
| ---------------------------------------- | -------------- |
| Великобритания (UK Albums Sales)         | 48             |
| Великобритания (UK Digital Albums Chart) | 5              |
| Испания (PROMUSICAE)                     | 82             |
| США (Billboard Top Current Album Sales)  | 58             |